# اندیس مس گلستان
مس گلستان یک اندیس فلزی است که در  استان قم قرار دارد و مادهٔ معدنی موجود در آن، مس است.  